# ئی‌ام‌دی اس‌دابلیو۱
ئی‌ام‌دی اس‌دابلیو۱ (انگلیسی: EMD SW1) یک لوکوموتیو دیزلی شانتر ساخت شرکت جنرال موتورز الکترو-موتیو دیزل است.
این لوکوموتیو که مابین سال‌های ۱۹۳۸ تا ۱۹۵۳ تولید میشده دارای ۶ سیلندر، ۶۰۰ اسب بخار قدرت و ۸۹٬۰۰۰ کیلوگرم وزن بوده است.